# Джон Легвізамо
Джон Легвіза́мо (англ. John Leguizamo; /ˌlɛɡwɪˈzɑːmoʊ/) — американський стендап-комік, актор і кінопродюсер колумбійського походження. Знявся у понад 100 фільмах, продюсував понад 20 художніх і документальних фільмів, понад 30 разів виступав на телебаченні та продюсував різні телевізійні проекти.
Лауреат премії «Еммі».

## Біографія
Народився 22 липня 1964 року в Боготі, Колумбія, у родині Луз Марини Пелаес та Альберто Рудольфо Легвізамо. За його словами, дід Джона Легвізамо по батьківській лінії був італійського походження, а по материнській — ліванського. Його батько був режисером-початківцем і навчався в Cinecittà в Римі, але врешті-решт кинув навчання через брак фінансів.
Коли Джону було 3 роки, його сім'я емігрувала до Нью-Йорка, де вони жили в різних районах Квінсу, зокрема в Джексон-Гайтс. Пізніше він вважав, що його акторські здібності сформувалися, коли він став одним із перших латиноамериканських дітей у цьому районі: «Це було важко. Було багато бійок. Я йшов через парк і на мене нападали, і мені доводилося весь час захищатися. Але це допомогло мені стати смішним, щоб мене не били». Його батьки розлучилися, коли йому було 13 років, і він жив з матір'ю. Легвізамо та його сім'я постійно переїжджали з квартири на квартиру в Квінсі, він змінив кілька початкових шкіл. У підлітковому віці його двічі заарештовували: одного разу за перестрибування турнікета на станції нью-йоркського метро, а іншого разу — за прогули. Пізніше сім'я відправила його на рік до Колумбії, де він жив у родичів.
Легвізамо відвідував середню школу імені Джозефа Пулітцера (I.S.145), а згодом — середню школу Муррі Берґтраум. Будучи учнем Муррі Бергтраум, він писав комедійний матеріал і випробовував його на своїх однокласниках. Однокласники визнали його «найбалакучішим». Після закінчення школи він розпочав свою театральну кар'єру як бакалавр у Школі мистецтв Tisch при Нью-Йоркському університеті, з якої врешті-решт кинув навчання на користь кар'єри стендап-коміка. Після Нью-Йоркського університету Леґізамо вступив до LIU Post та HB Studio, де відвідував театральні курси.

## Фільмографія
| Рік       |    | Українська назва                             | Оригінальна назва                                | Роль                           |
| --------- | -- | -------------------------------------------- | ------------------------------------------------ | ------------------------------ |
| 1985      | ф  |                                              | Mixed Blood                                      | Мачетеро                       |
| 1986      | с  | Поліція Маямі                                | Miami Vice                                       | Орландо Кальдерон (2 епізоди)  |
| 1989      | ф  | Військові втрати                             | Casualties of War                                | Антоніо Діас                   |
| 1989      | с  | Поліція Маямі                                | Miami Vice                                       | Анджело Альварес (S5-E16)      |
| 1990      | ф  | Помста                                       | Revenge                                          | Ігнасіо                        |
| 1990      | ф  | Міцний горішок 2                             | Die Hard 2                                       | Берк                           |
| 1991      | ф  | Отрута                                       | Poison                                           | Чанчі                          |
| 1991      | ф  | В ім'я справедливості                        | Out for Justice                                  | хлопець у провулку             |
| 1991      | ф  | Дещо про Генрі                               | Regarding Henry                                  | грабіжник винниго магазину     |
| 1992      | ф  |                                              | Whispers in the Dark                             | Джон Кастілло                  |
| 1992      | ф  |                                              | Time Expired                                     | Рубі                           |
| 1993      | ф  | Супербрати Маріо                             | Super Mario Bros.                                | Луїджі Маріо                   |
| 1993      | ф  | Шлях Карліто                                 | Carlito's Way                                    | Бенні Бланко                   |
| 1995      | ф  | Вонг Фу. З подякою за все, від Джулії Ньюмар | To Wong Foo, Thanks for Everything! Julie Newmar | Чі-Чі Родрігес                 |
| 1996      | ф  | Наказано знищити                             | Executive Decision                               | «Щур»                          |
| 1996      | ф  | Фанат                                        | The Fan                                          | Менні                          |
| 1996      | ф  | Ромео+Джульєта                               | Rómeo + Júliet                                   | Тібальт                        |
| 1997      | ф  |                                              | The Pest                                         | Пест                           |
| 1997      | ф  | Спаун                                        | Spawn                                            | Клоун                          |
| 1998      | ф  | Відлік жертв                                 | Body Count                                       | Чіно                           |
| 1998      | ф  | Доктор Дулітл                                | Dr. Dolittle                                     | щур (голос)                    |
| 1999      | ф  |                                              | Joe the King                                     | Хорхе                          |
| 1999      | ф  |                                              | Summer of Sam                                    | Вінні                          |
| 2000      | ф  | Король джунглів                              | King of the Jungle                               | Сеймур                         |
| 2000      | мф | Титан після загибелі Землі                   | Titan A.E.                                       | Сеймур (голос)                 |
| 2001      | ф  | Мулен Руж!                                   | Moulin Rouge!                                    | Анрі Тулуз-Лотрек              |
| 2001      | ф  | Що могло бути гірше?                         | What's the Worst That Could Happen               | Берґер                         |
| 2001      | ф  | Доктор Дулітл 2                              | Dr. Dolittle 2                                   | щур (голос)                    |
| 2002      | ф  | Відшкодування збитків                        | Collateral Damage                                | Фелікс Рамірес                 |
| 2002      | ф  | Зіг-заг                                      | Zig Zag                                          | Дін Сінгер                     |
| 2002      | ф  | Імперія                                      | Empire                                           | Віктор Роза                    |
| 2002      | мф | Льодовиковий період                          | Ice Age                                          | Сід (голос)                    |
| 2002      | ф  | Вищий пілотаж                                | Spun                                             | Майк                           |
| 2003      | ф  |                                              | Undefeated                                       | Лекс Варгас                    |
| 2004      | ф  |                                              | Crónicas                                         | Маноло Бонілла                 |
| 2005      | ф  | Напад на 13-ту дільницю                      | Assault on Precinct 13                           | Бек                            |
| 2005      | ф  | Медовий місяць                               | The Honeymooners                                 | Додж                           |
| 2005—2006 | с  | Швидка допомога                              | ER                                               | Віктор Клементе (12 епізодів)  |
| 2005      | ф  | Земля мертвих                                | Land of the Dead                                 | Чоло Демора                    |
| 2006      | ф  | Алібі                                        | The Alibi                                        | Ганнібал                       |
| 2006      | мф | Льодовиковий період 2: Глобальне потепління  | Ice Age 2: The Meltdown                          | Сід (голос)                    |
| 2007      | ф  | Кохання під час холери                       | Love in the time of cholera                      | Лоренцо Даса                   |
| 2008      | ф  | Явище                                        | The Happening                                    | Джуліан                        |
| 2008      | ф  | Чудо святої Анни                             | Miracle at St. Anna                              | Енріко                         |
| 2008      | ф  | Право на вбивство                            | Righteous Kill                                   | детектив Саймон Перес          |
| 2009      | мф | Льодовиковий період 3: Ера динозаврів        | Ice Age: Dawn Dinosaurs                          | Сід (голос)                    |
| 2009      | ф  | Геймер                                       | Gamer                                            | Фрік                           |
| 2010      | ф  | Різники                                      | Repo Men                                         | Асбері                         |
| 2010      | ф  | Зникнення на 7-й вулиці                      | Vanishing on 7th Street                          | Пол                            |
| 2011      | ф  | Лінкольн для адвоката                        | The Lincoln Lawyer                               | Вел Валензула                  |
| 2012      | ф  | Дуже небезпечна штучка                       | One for the Money                                | Джиммі Альфа                   |
| 2012      | мф | Льодовиковий період 4: Континентальний дрейф | Ice Age: Continental Drift                       | Сід (голос)                    |
| 2013      | мф |                                              | Metegol                                          | Зіггі (голос)                  |
| 2013      | ф  | Пипець 2                                     | Kick-Ass 2                                       | Хав'єр                         |
| 2013      | ф  | Радник                                       | The Counselor                                    | Ренді                          |
| 2014      | ф  | Шалений патруль                              | Ride Along                                       | Сантьяго                       |
| 2014      | ф  | Кухар на колесах                             | Chef                                             | Мартін                         |
| 2014      | ф  | Цимбелін                                     | Cymbeline                                        | Пасімо                         |
| 2014      | ф  | Джон Уік                                     | John Wick                                        | Ауреліо                        |
| 2015      | ф  | Експериментатор                              | Experimenter                                     | Тейлор                         |
| 2015      | ф  | Ультраамериканці                             | American Ultra                                   | Роз                            |
| 2015      | мф | Бережи свої горішки                          | Get Squirrely                                    | Ліам (голос)                   |
| 2015      | ф  | Сестри                                       | Sisters                                          | Дейв                           |
| 2016      | мф | Льодовиковий період: Курс на зіткнення       | Ice Age: Collision Course                        | Сід (голос)                    |
| 2016      | ф  | Афера під прикриттям                         | The Infiltrator                                  | Емір Ебро                      |
| 2016—2017 | с  | Родовід                                      | Bloodline                                        | Оззі Дельвеччіо (17 епізодів)  |
| 2017      | ф  | Джон Уік 2                                   | John Wick: Chapter Two                           | Ауреліо                        |
| 2018      | ф  |                                              | Nancy                                            | Джеб                           |
| 2019      | с  | Коли вони нас побачать                       | When They See Us                                 | Реймонд Сантана (4 епізоди)    |
| 2019      | ф  | Ігри з вогнем                                | Playing with Fire                                | Родріго Торрес                 |
| 2020      | ф  | Нічний портьє                                | The Night Clerk                                  | детектив Еспада                |
| 2020      | с  | Мандалорець                                  | The Mandalorian                                  | Гор Кореш (епізод «Частина 9») |
| 2021      | ф  | Гаррі Гафт                                   | The Survivor                                     | Пепе                           |
| 2021      | мф | Енканто                                      | Encanto                                          | Бруно (голос)                  |
| 2022      | ф  | Люта нічка                                   | Violent Night                                    | Джиммі "Скрудж" Мартінес       |
| 2022      | ф  | Меню                                         | The Menu                                         | Джордж Діас                    |
| 2023      | с  | Сила                                         | The Power                                        | Роб (7 епізодів)               |
| 2026      | ф  | Одіссея                                      | The Odyssey                                      |                                |
| 2026      | мф | Льодовиковий період 6                        | Ice Age 6                                        | Сід (голос)                    |